# Fullgás
Fullgás é o quinto álbum de estúdio da cantora Marina Lima. Lançado em 1984 pela PolyGram (atualmente Universal Records), o disco foi um dos maiores sucessos da cantora Marina Lima, que incursionava em um pop rock urbano e eficiente. O álbum emplacou a faixa-título, além das versões de Marina para "Mesmo que Seja Eu", de Roberto e Erasmo Carlos, e "Me Chama", de Lobão e da faixa "Veneno (Veleno)". O sucesso alcançado pelo disco na época de seu lançamento colocou Marina no estrelato.

## Faixas
| N.º            | Título                        | Compositor(es)                                 | Duração |  |
| 1.             | "Fullgás"                     | Marina Lima, Antônio Cícero                    | 4:01    |  |
| 2.             | "Pé na Tábua (Ordinary Pain)" | Antônio Cícero, Sergio de Souza, Stevie Wonder | 2:35    |  |
| 3.             | "Pra Sempre e Mais um Dia"    | Marina Lima, Antônio Cícero                    | 2:57    |  |
| 4.             | "Ensaios de Amor"             | Marina Lima, Ana Terra                         | 3:31    |  |
| 5.             | "Mesmo que Seja Eu"           | Roberto Carlos, Erasmo Carlos                  | 4:38    |  |
| 6.             | "Me Chama"                    | Lobão                                          | 3:50    |  |
| 7.             | "Mesmo Se o Vento Levou"      | Marina Lima, Antônio Cícero                    | 2:59    |  |
| 8.             | "Cícero e Marina"             | Antônio Cícero                                 | 0:40    |  |
| 9.             | "Veneno (Veleno)"             | Nelson Motta                                   | 4:52    |  |
| 10.            | "Mais uma Vez"                | Nelson Motta, Lulu Santos                      | 3:05    |  |
| 11.            | "Nosso Estilo"                | Lobão, Marina Lima, Antônio Cícero             | 3:56    |  |
| Duração total: | Duração total:                | Duração total:                                 | 36:54   |  |